# Potres na Idrijskem (1511)
Potres na Idrijskem leta 1511 z magnitudo 6,9 je do zdaj najmočnejši znani potres, ki je prizadel območje današnje Slovenije. Epicenter potresa (26. marca 1511 ob 14. uri) je bil na območju Čedad - Humin - Idrija, toda potresni sunki so prizadeli tudi Italijo, Švico, Hrvaško, Bosno, Madžarsko, Češko in Slovaško.
Najhuje je bila v Sloveniji prizadeta Idrija, ki je bila skoraj popolnoma porušena. Potres je zrušil hrib med Idrijo in Spodnjo Idrijo, plaz je zasul rečni tok in reka je poplavila Idrijo. V Škofji Loki je bil popolnoma porušen stolp na Kranclju, grad Divja Loka in močno poškodovan škofjeloški grad, v Ljubljani pa Križanke. Porušenih je bilo tudi več stavb in gradov na severovzhodu Italije in zahodu Hrvaške. V Vidmu je bil porušen grad, v Zagrebu pa močno poškodovana Zagrebška stolnica. Potres je močno poškodoval tudi utrdbo v Jajcu v Bosni.
Po Medvedev-Sponheuer-Karnikovovi lestvici je potres dosegel X. stopnjo intenzitete. V potresu je umrlo 3000 ljudi.
Rekonstrukcija v desetletjih po potresu na območju vzhodnih Alp predstavlja ločnico med gotsko in renesančno arhitekturo.